# Райнпарк (стадион)
«Ра́йнпарк» (нем. Rheinpark Stadion) — футбольный стадион в Вадуце, Лихтенштейн. Вмещает 6 127 зрителей. Домашний стадион футбольного клуба «Вадуц» и сборной Лихтенштейна. Находится в нескольких метрах от государственной границы Лихтенштейна и Швейцарии.

## Краткая история
Стоимость строительства стадиона составила 19 миллионов швейцарских франков. Он был открыт 31 июля 1998 года товарищеским матчем между клубами «Вадуц» и «Кайзерслаутерн», завершившимся со счётом 8:0 в пользу немецкого клуба. Принимал финальные этапы двух европейских турниров сборных: чемпионата Европы 2003 среди юношей до 19 лет и чемпионата Европы 2010 среди юношей до 17 лет.